# Мессьє 22
Мессьє 22 (також відоме як Кулясте скупчення M22, M22 та NGC 6656) є кулястим скупченням у сузір'ї Стрільця.

## Зображення

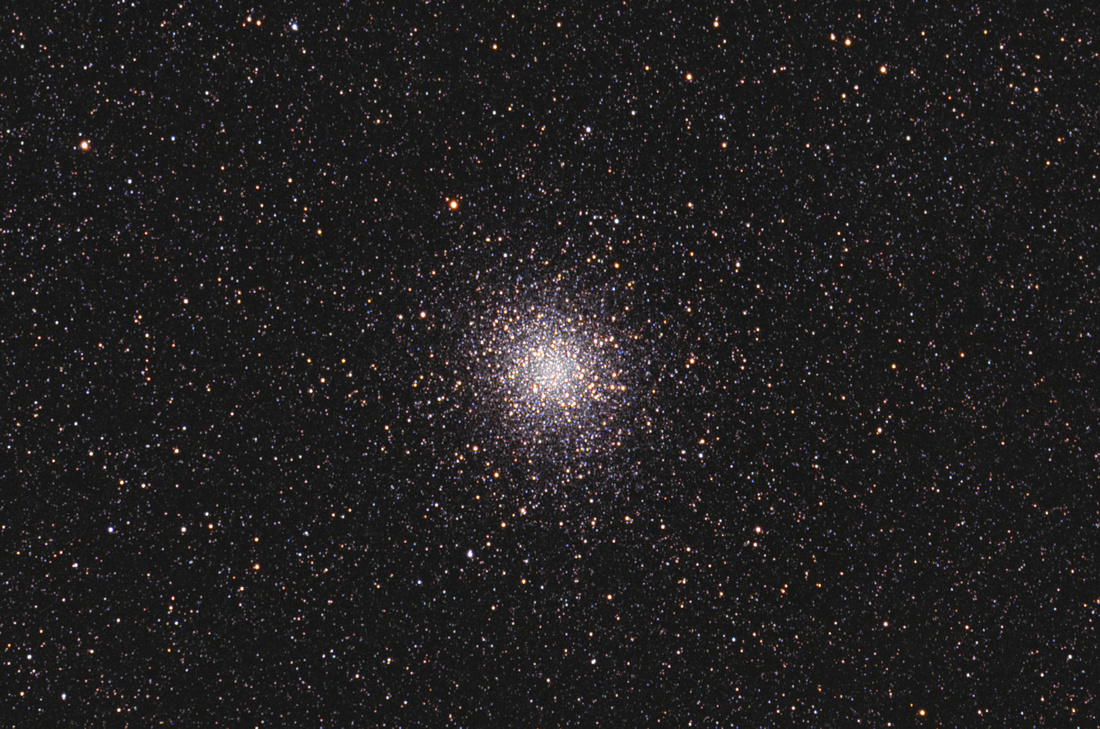
M22 у телескоп

## Історія відкриття
Скупчення відкрив Абрахам Айл в 1665 р., а до каталогу його додав Шарль Мессьє в 1764 році.

## Цікаві характеристики
M22 — одне з найближчих до Землі кулястих скупчень: воно знаходиться на відстані 10 400 світлових років. Воно займає 32 кутові мінути на небозводі, що відповідає реальному діаметру в 97 світлових років. У скупченні зареєстровано 32 змінні зорі й планетарна туманність.

## Спостереження

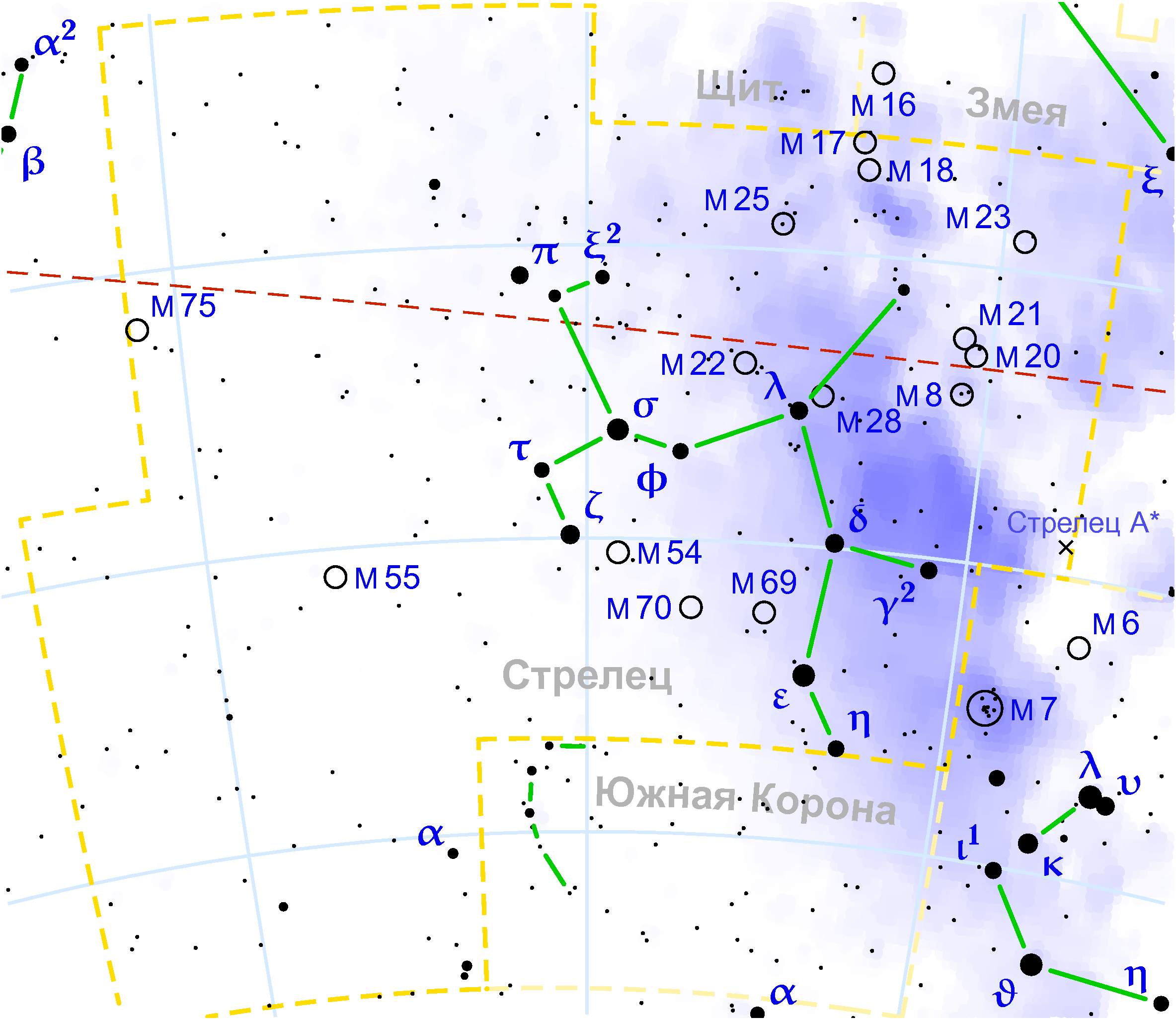
Кулясте скупчення M22 знаходиться в сузір'ї Стрільця

Це грандіозне кулясте скупчення — одна з окрас сузір'я Стрільця та й усього літнього неба. Тільки його відносна недоступність для спостережень із помірних широт північної півкулі робить «Велике Скупчення Геркулеса» популярнішим. М22 і яскравіше, і більше, і ближче до спостерігача. У Криму чи Кавказі далеко від курортних міст це скупчення помітно неозброєним оком як неяскрава зірочка. У невеликий телескоп його вже можна розглядати. Деякі порівнюють форму скупчення із заварювальним чайником. Але у великий телескоп (апертурою понад 350 мм) сотні його зір повністю заповнюють все поле зору окуляра.

### Сусіди по небу з каталогу Мессьє
- M28 (на захід) — тьмяніше кулясте скупчення;
- M8 (ще далі на захід) — велика туманність «Лагуна»;
- M25 (на північ) — велике і для розсіяних досить багате на зірки скупчення;
- M24 (на північний захід) — яскравий фрагмент Чумацького Шляху;
- M54, M69 і M70 — ланцюжок із тьмяних кулястих скупчень у південній частині Стрільця.

### Послідовність спостереження в «Марафоні Мессьє»
… М7 → М6 → М22 → М28 → М69 …

## Навігатори
Координати:  18г 36м 24.21с, −23° 54′ 12.2″